# Norrbottens norra domsaga
Norrbottens norra domsaga var en domsaga i Norrbottens län. Den bildades enligt beslut den 19 januari och den 21 september 1838 genom delning av Norrbottens domsaga och upplöstes den 1 januari 1877 (enligt beslut den 26 maj 1876). Domsagan delades då upp på Kalix domsaga och Torneå domsaga.
Domsagan lydde under Svea hovrätt.

## Tingslag
- Enontekis lappmarks tingslag
- Jukkasjärvi lappmarks tingslag
- Pajala tingslag
- Överkalix tingslag
- Nederkalix tingslag
- Övertorneå tingslag
- Nedertorneå och Karl Gustavs tingslag
- Råneå tingslag
- Gällivare tingslag
- Korpilombolo tingslag från 1873

## Häradshövdingar
- 1838-1843: Zacharias Dahl[2]
- 1843-1877: Carl Erik Stenberg[2]

## Valkrets för val till andra kammaren
Mellan andrakammarvalen 1866 och 1875 utgjorde Norrbottens norra domsaga en valkrets: Norrbottens norra domsagas valkrets. Inför valet 1878 avskaffades valkretsen, och dess ingående områden delades mellan de nybildade Kalix domsagas valkrets och Torneå domsagas valkrets.